# Stadionul Tineretului (Brașov)
Das Stadionul Tineretului (deutsch: Stadion der Jugend) ist das Fußballstadion des rumänischen Fußballvereins FC Brașov aus Brașov (deutsch: Kronstadt) in Siebenbürgen. Früher trug die Spielstätte den Namen Stadionul Silviu Ploeșteanu. Das Stadion besitzt 8.800 Sitzplätze inklusive der 150 VIP-Plätze und 34 Plätze auf der Pressetribüne.
Im Juli 2008 besichtigten Gutachter des rumänischen Fußballverbandes Federația Română de Fotbal das Stadion in Brașov. Dabei stellte man fest, dass das Stadion nicht den Sicherheitsbestimmungen entspricht. So mussten kurz vor dem ersten Spiel zu Saisonbeginn am 26. Juli gegen Unirea Urziceni Renovierungsarbeiten durchgeführt werden.
Seit 2008 wird von der Stadt in Zusammenarbeit mit dem FC Brașov die Brașov Arena errichtet; es wird 23.000 überdachte Sitzplätze auf den Tribünen bieten und sollte ursprünglich in der zweiten Jahreshälfte 2010 fertiggestellt werden. Dafür wurde das alte städtische Stadion 2008 abgerissen, um Platz für den Neubau zu machen. Die Kosten von ca. 30 Mio. Euro teilen sich Stadt und Verein. Die neue Spielstätte enthält weiterhin Läden und Restaurants sowie Büro-, Konferenz- und Ausstellungsräume. Unter dem Spielfeld wird eine Rasenheizung verlegt. Nachdem der Abriss des alten Stadions im Jahr 2010 abgeschlossen wurde, stellte man fest, dass man sich verkalkuliert hatte und so wurde das Projekt vorerst aufgrund fehlender Mittel eingestampft. Zum Jahresende 2013 sollte der Bau wieder aufgenommen werden. Anfang 2014 wurden weitere zehn Millionen Euro für den Bau bereitgestellt. Die meisten Zuschüsse fließen vom rumänischen Staat, die Kommune von Brașov deckt lediglich einen kleinen Anteil der entstehenden Kosten.